# Valsavarenche
Valsavarenche är en kommun i regionen Aostadalen i nordvästra Italien. Kommunen hade 164 invånare (2017) och har italienska och franska som officiella språk.